# Sommerfest Vorstraße
Das Sommerfest Vorstraße feat. Spittaler Straße (ursprünglich bzw. kurz Sommerfest Vorstraße, auch Vorstraßenfest) ist ein Musikfestival, das jährlich am zweiten Wochenende im Juni auf dem Gelände der beiden Studentenwohnheime Vorstraße und Spittaler Straße im Bremer Stadtteil Horn-Lehe stattfindet. Sein Ursprung geht zurück auf das Jahr 1977. Inzwischen ist es das größte von Studenten organisierte Festival in Bremen und lockt jährlich rund 7000 Besucher an. In der Tradition eines Studentenfestes richtet es sich vor allem an eine junge Zielgruppe und ist zudem eintrittsfrei.

## Geschichte, Veranstaltungsort und Konzept
Im Sommer 1977 veranstalteten die Bewohner des Bremer Studentenwohnheimes Vorstraße erstmals ein Sommerfest in Form einer Grillfeier im großen Innenhof des Wohnheims. Hieraus entwickelte sich ein jährliches Musikfestival mit Live-Musik und vielfältigem kulturellen und kulinarischen Angebot, das jeweils am zweiten Juni-Wochenende am Freitag und Samstag ab Nachmittag stattfindet.
Aufgrund der steigenden Besucherzahlen reichte der Innenhof des Studentenwohnheims Vorstraße schließlich nicht mehr aus und das Sommerfest wurde 2008 auf das Gelände des neu erbauten und direkt benachbarten Studentenwohnheims Spittaler Straße ausgeweitet. Sowohl der sogenannte Wohnpark Am Fleet/Vorstraße (Gebäudekomplex mit rund 230 Plätzen) als auch der sogenannte Wohnpark Am Fleet/Spittaler Straße (7 Häuser mit insgesamt rund 430 Plätzen) gehören zu den studentischen Wohnanlagen des Studierendenwerks Bremen und werden von diesem bewirtschaftet. Seither wird sowohl im Innenhof des Wohnheims Vorstraße als auch zwischen und rund um die Einzelgebäude des Studentenwohnheims Spittaler Straße gefeiert. Neben der traditionellen „Hofbühne“ im Innenhof Vorstraße wird eine zweite mobile Bühne, die „Fleetbühne“, neben dem Uni-Fleet-Süd am Gebäude Spittaler Straße 1 aufgebaut.
Das erweiterte Festival kommt in der Bezeichnung Sommerfest Vorstraße feat. Spittaler Straße zum Ausdruck. Organisiert wird das Musikfestival inzwischen gemeinsam von den Bewohnern beider Studentenwohnheime, die sich in dem Verein Wohnpark Am Fleet e. V. zusammengeschlossen haben. Der Verein richtet neben dem traditionellen Sommerfest über das Jahr verteilt weitere Veranstaltungen in den beiden Wohnheimen aus, fördert die Gemeinschaft und vertritt die Interessen der Bewohner gegenüber dem Studierendenwerk Bremen. Die Organisation des Sommerfestes erfolgt ehrenamtlich in Eigenverantwortung des Vereins sowie in Abstimmung mit dem Studierendenwerk Bremen und der Stadt Bremen. Das Musikfestival hat nichtkommerziellen Charakter – es ist eintrittsfrei und die angebotenen Speisen und Getränke sind so kalkuliert, dass kein Gewinn erwirtschaftet wird. Zudem werden von den Wohnheimbewohnern, die verschiedenen Kulturen angehören, in einem eigenen Zelt selbst zubereitete internationale Speisen gegen eine kleine Spende zum Verkauf angeboten.
Nachdem die Besucherzahl bis 2007 bereits kontinuierlich bis auf rund 3000 Menschen gestiegen war, wurden nach der Erweiterung von 2008 seit Ende der 2000er/Anfang der 2010er Jahre jeweils rund 5000 Besucher und Gäste verzeichnet. 2016 lag die Besucherzahl bei rund 6000, und 2017 kamen rund 7000 Menschen.
Das Sommerfest Vorstraße gilt als „in Studentenkreisen legendär“ und als „Bremer Institution“ (Weser-Kurier). Es ist das größte Festival in Bremen nach der Breminale.

## Programm
Der Schwerpunkt im Programm des Sommerfestes ist Live-Musik, die an beiden Festivaltagen ab dem späten Nachmittag beginnt. Auf den beiden Open-Air-Bühnen treten über das Wochenende bis zu 15 regionale, nationale und internationale Musiker und Bands auf. Dabei wird eine breite musikalische Mischung geboten und nach eigenen Angaben insbesondere auch „die dynamische Bremer Musikszene abseits des typischen Disco-Mainstreams gefördert“, wobei die Palette von Hip-Hop über Funk bis hin zu Rock ’n’ Roll reicht.
Beispielsweise traten 2018 die Rockband Kyles Tolone aus Göttingen und die Ska-Punk-Band Surfits aus Elmshorn auf, 2017 spielte die Bremer Roots-Reggae-Band Coffee, 2016 trat das Singer-Songwriter-Duo Liza & Kay aus Hamburg auf und 2015 spielte die Indie-Rock-Band The Esprits aus Braunschweig. 2014 stand die Pop-Punk-Band Hazel the Nut aus dem bayrischen Großlangheim auf der Hofbühne, 2013 spielte die Bremer Pop-Rock-Band Avery Mile und 2012 stand die Berliner Band Polkageist mit ihrem Polka-Sound auf der Bühne.
Zusätzlich gibt es ein kulturelles Angebot. So wird stets ein Kindernachmittag mit Theater und Spielen etc. veranstaltet, der sich besonders an die Anwohner wendet. Seit 2013 gehört ein Poetry-Slam-Fest zum kulturellen Programm und präsentiert Slammer aus Bremen und umzu. Es besteht eine langjährige Zusammenarbeit mit der entwicklungspolitischen Non-Profit-Organisation Viva con Agua, für die Spenden in Form einer Becherrückgabe unter freiwilligem Verzicht auf das Pfandgeld gesammelt werden. Zudem beteiligen sich regelmäßig Aktivisten der Schwestern der Perpetuellen Indulgenz am Sommerfest und bieten sowohl Kunst als auch Aufklärung über HIV- und AIDS-Prävention sowie Engagement für Toleranz. Darüber hinaus sorgt das International Food Zelt, in dem von den Bewohnern selbst zubereitete internationale Speisen und Gerichte zu niedrigen Preisen erworben und verzehrt werden können, für einen besonderen Beitrag zum Kulturaustausch.